# Anthurium gracile
Anthurium gracile là một loài thực vật có hoa trong họ Ráy (Araceae). Loài này được (Rudge) Lindl. miêu tả khoa học đầu tiên năm 1833.